# Michałów (obwód grodzieński)
Michałów (biał. Міхайлаўка, ros. Михайловка) – wieś na Białorusi, w obwodzie grodzieńskim, w rejonie grodzieńskim, w sielsowiecie Obuchowo, nad Niemnem.

## Historia
W dwudziestoleciu międzywojennym folwark. Leżał w Polsce, w województwie białostockim, w powiecie grodzieńskim.
Według Powszechnego Spisu Ludności z 1921 roku zamieszkiwało tu 11 osób, 3 było wyznania rzymskokatolickiego, 8 prawosławnego. Jednocześnie 13 mieszkańców zadeklarowało polską przynależność narodową, 321 białoruską a 6 żydowska. Był tu 1 budynek mieszkalny.
Miejscowość należała do parafii prawosławnej w Skidlu i rzymskokatolickiej w Kaszubińcach. Podlegała pod Sąd Grodzki w Skidlu i Okręgowy w Grodnie; właściwy urząd pocztowy mieścił się w Skidlu.
W wyniku napaści ZSRR na Polskę we wrześniu 1939 miejscowość znalazła się pod okupacją sowiecką. 2 listopada została włączona do Białoruskiej SRR. 4 grudnia 1939 włączona do nowo utworzonego obwodu białostockiego. Od czerwca 1941 roku pod okupacją niemiecką. 22 lipca 1941 r. włączona w skład okręgu białostockiego III Rzeszy. W 1944 miejscowość została ponownie zajęta przez wojska sowieckie i włączona do obwodu grodzieńskiego Białoruskiej SRR.
Od 1991 wchodzi w skład Białorusi.